# Lasă lumea în urmă
Lasă lumea în urmă (în engleză Leave the World Behind) este un film de tip thriller psihologic apocaliptic din 2023 de Sam Esmail, cu actorii Ethan Hawke, Julia Roberts, Kevin Bacon și Mahershala Ali.